# H.P. Hanssens Begravelse
|  | Denne artikel er oprettet af botten Steenthbot ud fra en ekstern database. Den kan derfor have sproglige fejl eller mangler. Denne skabelon kan fjernes efter kontrol af indholdet. |

H.P. Hanssens Begravelse er en dansk ugerevy fra 1936 med reportage af den sønderjyske politiker H.P. Hanssens begravelse.

## Handling
H.P. Hanssen, der døde 27. maj 1936, begraves i Aabenraa lørdag den 30. maj 1936.
Hans Peter Hanssen, også kaldet H.P. Hanssen Nørremølle (født 21. februar 1862 på Nørremølle, Sundeved) var en sønderjysk politiker og organisator af den danske bevægelse i den periode, hvor Sønderjylland var tysk.